# Sixth form
El sixth form, en los sistemas educativos de Inglaterra, Gales, Irlanda del Norte y las naciones de las Indias Occidentales pertenecientes a la Mancomunidad como Barbados, Belice, Jamaica y Trinidad y Tobago, son los dos últimos años opcionales de la escuela secundaria (cuando los estudiantes tienen entre 16 y 18 años de edad), durante los cuales los alumnos normalmente se preparan para aprobar un examen conocido como Advanced Level,  con el objetivo de acceder a la educación superior.
- Datos: Q895809